# Ponte Vecchio
Pour les articles homonymes, voir Ponte Vecchio (homonymie).
Le Ponte Vecchio (litt. « Vieux Pont » en italien) est un pont bâti de Florence, en Italie. Édifié au XIVe siècle, il est à la fois la galerie marchande, la rue piétonne et le pont le plus ancien, le plus célèbre et le plus touristique de la ville, dont il est un des emblèmes.
Haut lieu de la joaillerie et de l'orfèvrerie de luxe de la ville et de l'Italie, il traverse le fleuve Arno à son point le plus étroit, presque en face de la galerie des Offices, entre l'Oltrarno (rive gauche) et le Lungarno (rive droite). Ce pont couvert est soutenu par trois arcs, dont le plus grand mesure 30 m et les deux autres 27 m.

## Histoire
Sa première construction en bois remonte à l'Empire romain. Détruit en 1333 par une crue, le pont est reconstruit en pierre en 1345 par l'artiste Taddeo Gaddi et l'architecte Neri di Fioravante, suivant les sources. Pour contenir l'Arno, on construit des quais maçonnés (lungarni).

### Renaissance
Ses boutiques étaient initialement occupées par des bouchers, des tripiers et des tanneurs, bientôt remplacés en 1593, par la volonté de Ferdinand Ier de Médicis qui n'en supportait pas les odeurs fétides,, par des joailliers et bijoutiers. Les sporti sont les supports qui ont permis la construction en surplomb des arrière-boutiques.
Le corridor de Vasari fut construit en 1565, avec ses trois arches centrales. Grâce à lui, les Médicis, depuis Cosme Ier, pouvaient circuler sans danger, donc sans escorte, entre le Palazzo Vecchio, la galerie des Offices et le Palazzo Pitti.

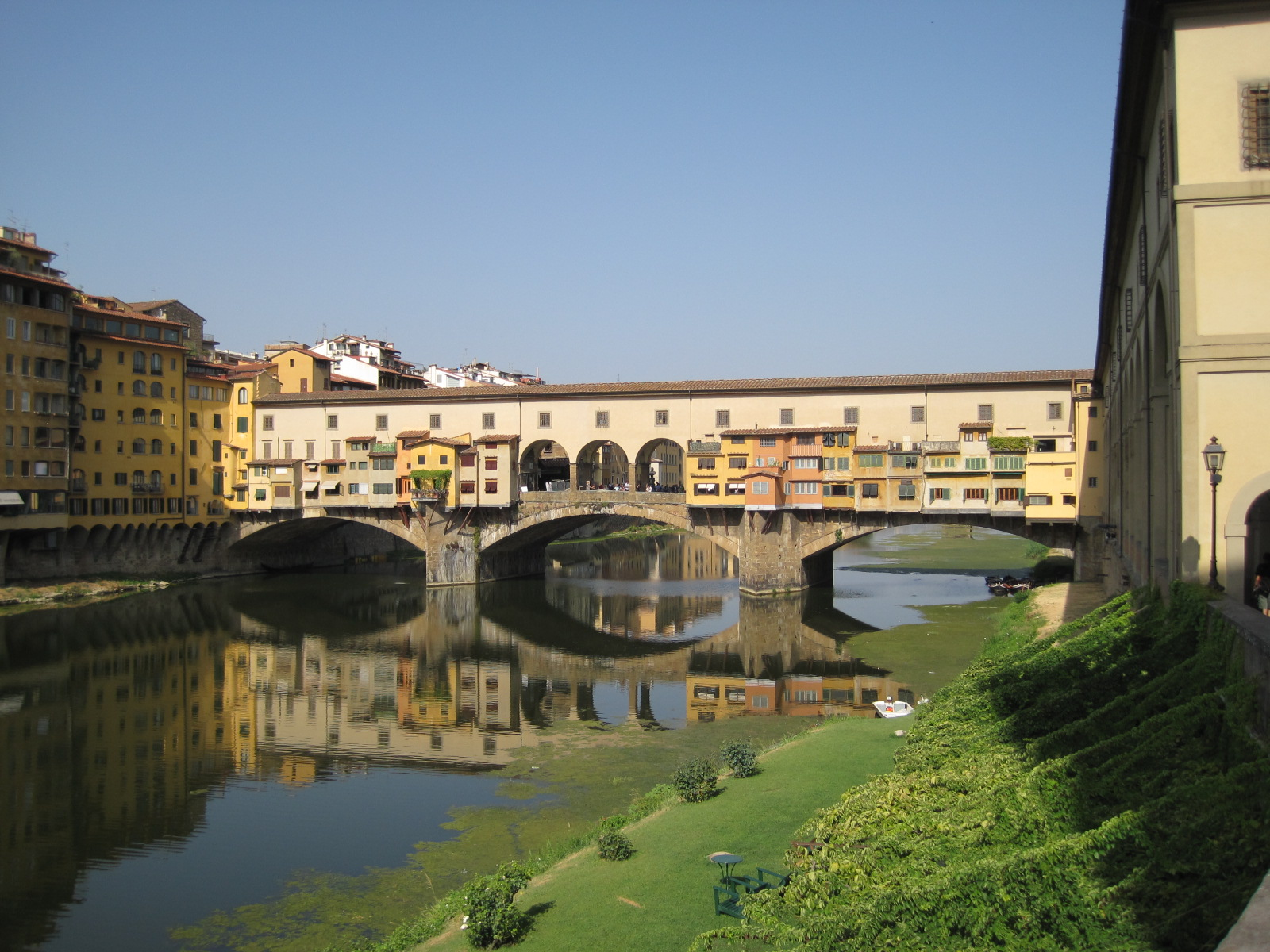
Vue depuis l'est
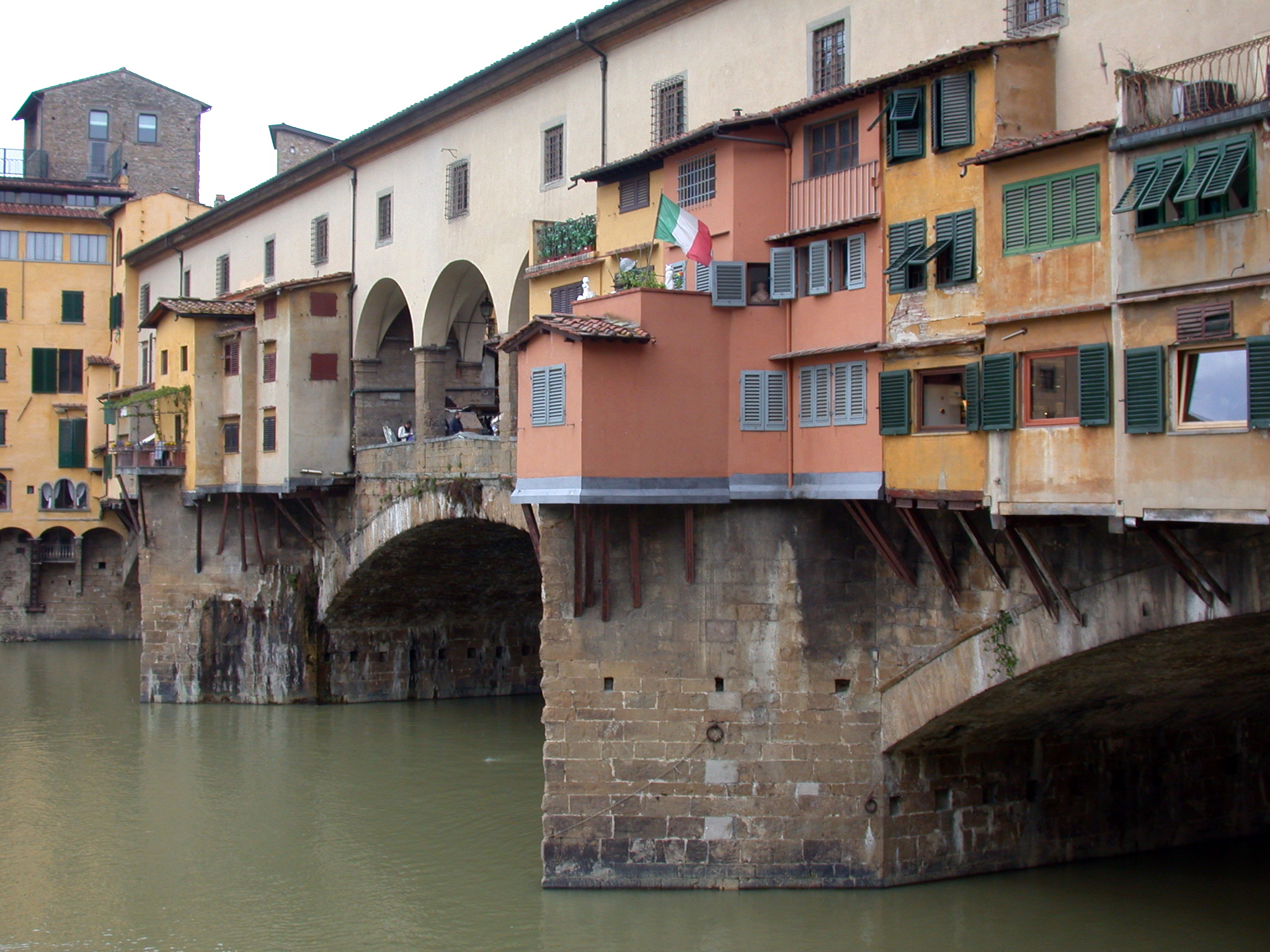
Vue depuis l'est
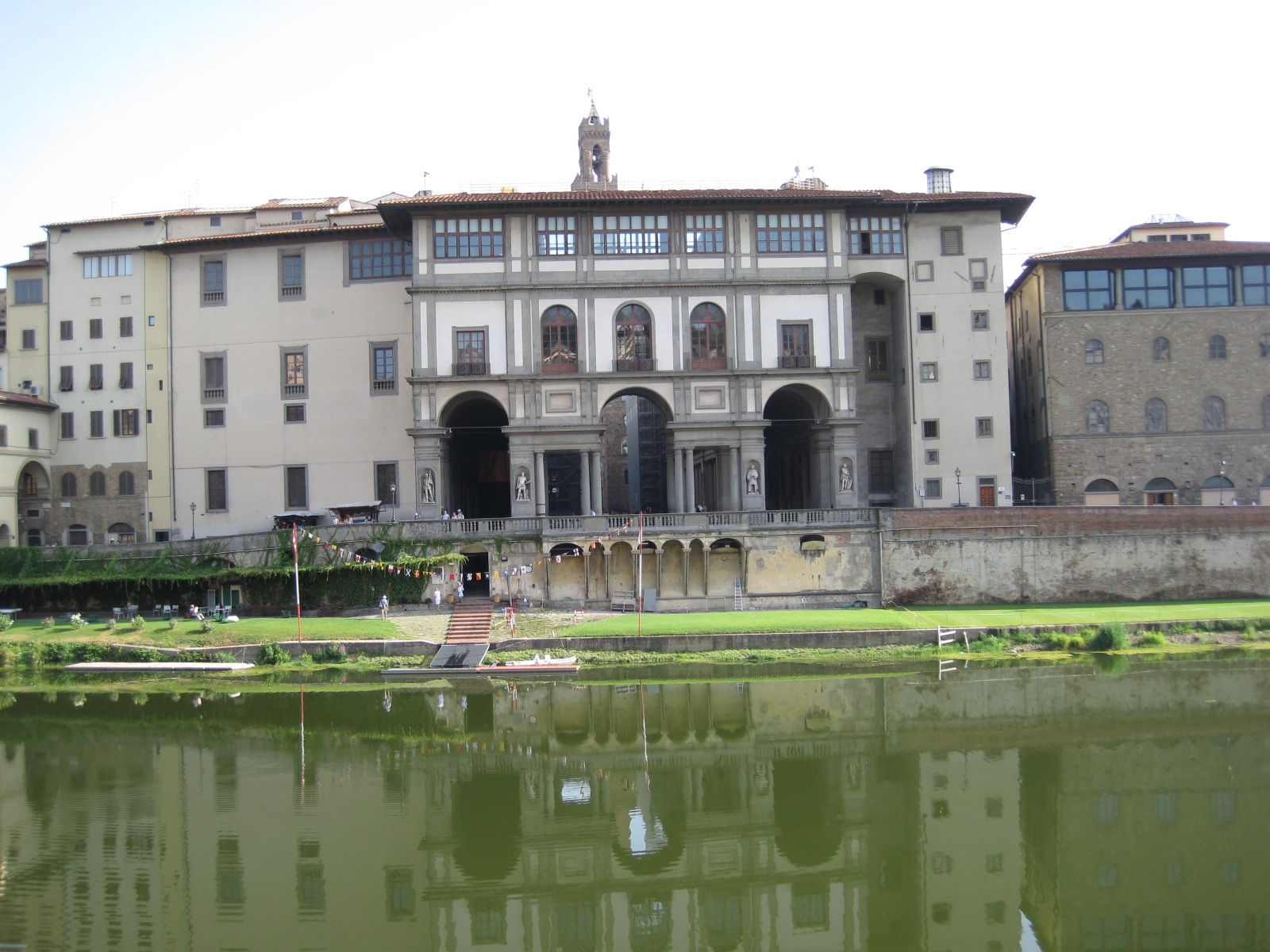
Galerie des Offices.

### Seconde Guerre mondiale
Pour la visite d'Adolf Hitler en 1939, à l'occasion d'un voyage des dirigeants allemands venus voir Mussolini pour conclure l'alliance des nazis et des fascistes, trois fenêtres panoramiques furent ouvertes au centre du corridor de Vasari. Contrairement à tous les autres ponts de Florence, le Ponte Vecchio échappa à la destruction en août 1944, lors de la retraite des troupes allemandes : sa largeur limitée ne pouvait en effet livrer passage aux chars alliés. Le consul de Suisse, Karl Steinhauslin, a œuvré pour que le pont ne soit pas détruit,. Ses abords furent néanmoins endommagés, comme la zone de la via Por Santa Maria, la via Guicciardini et du Borgo San Jacopo, qui ont été reconstruits dans les années 1950.
Le corridor de Vasari, à la période de la Libération, fut emprunté pour le passage entre les deux rives nord et sud de la ville, comme en témoigne l'épisode dédié à Florence dans le film Paisà de Roberto Rossellini, où le protagoniste passe incognito, venant d'une galerie des Offices vandalisée, pleine de statues antiques emballées.

### Aujourd'hui
La rue qui traverse le pont est à ce jour un des principaux lieux touristiques de la ville et un haut lieu de la joaillerie / orfèvrerie de luxe de la ville et de l'Italie.
Le buste de Benvenuto Cellini, le célèbre orfèvre florentin, réalisé par Raffaello Romanelli, est inauguré le 26 mai 1901. Les boutiques furent gravement endommagées durant les inondations de Florence de 1966.

Boutiques de joaillerie et d’orfèvrerie et buste de Benvenuto Cellini
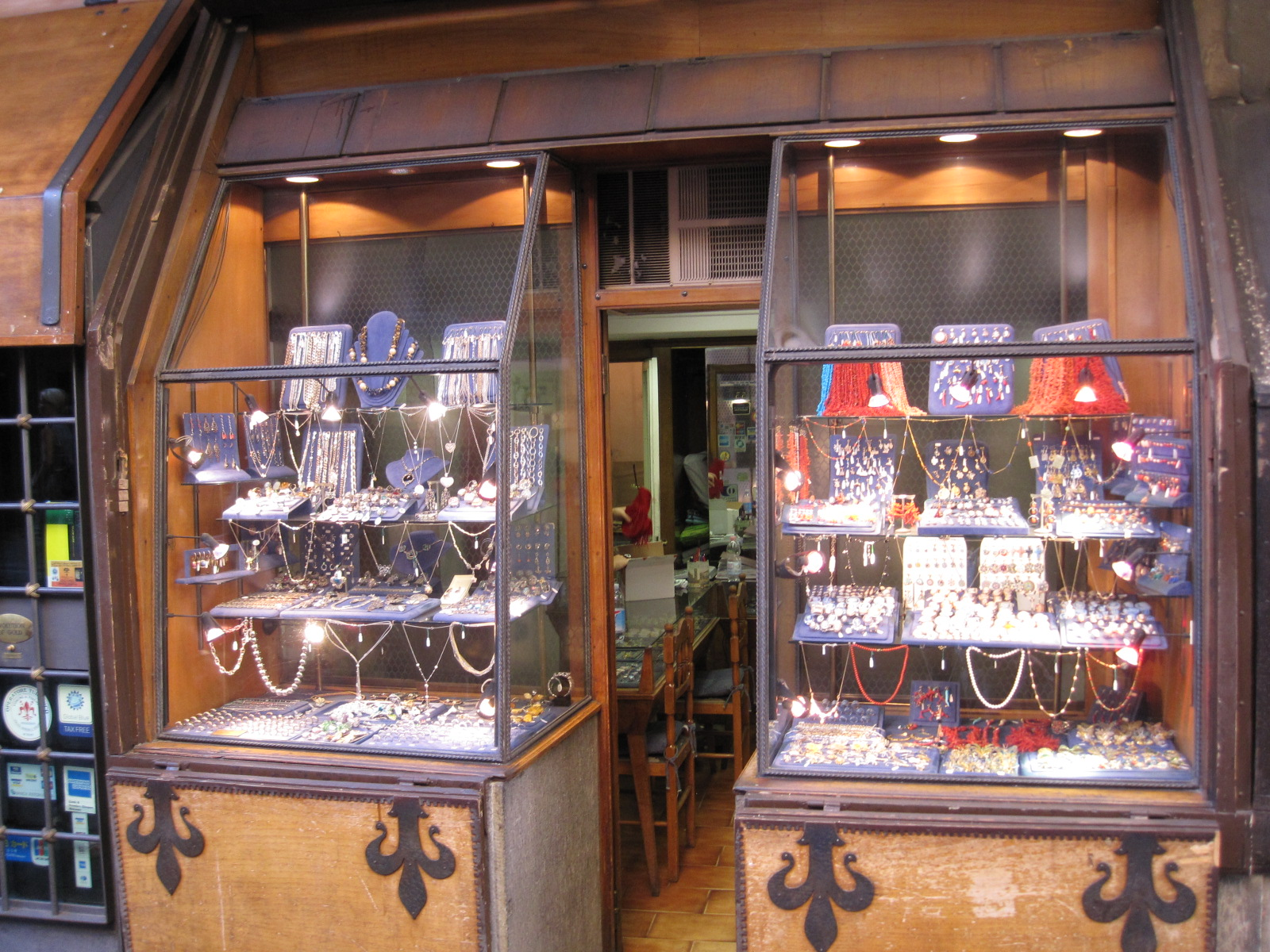
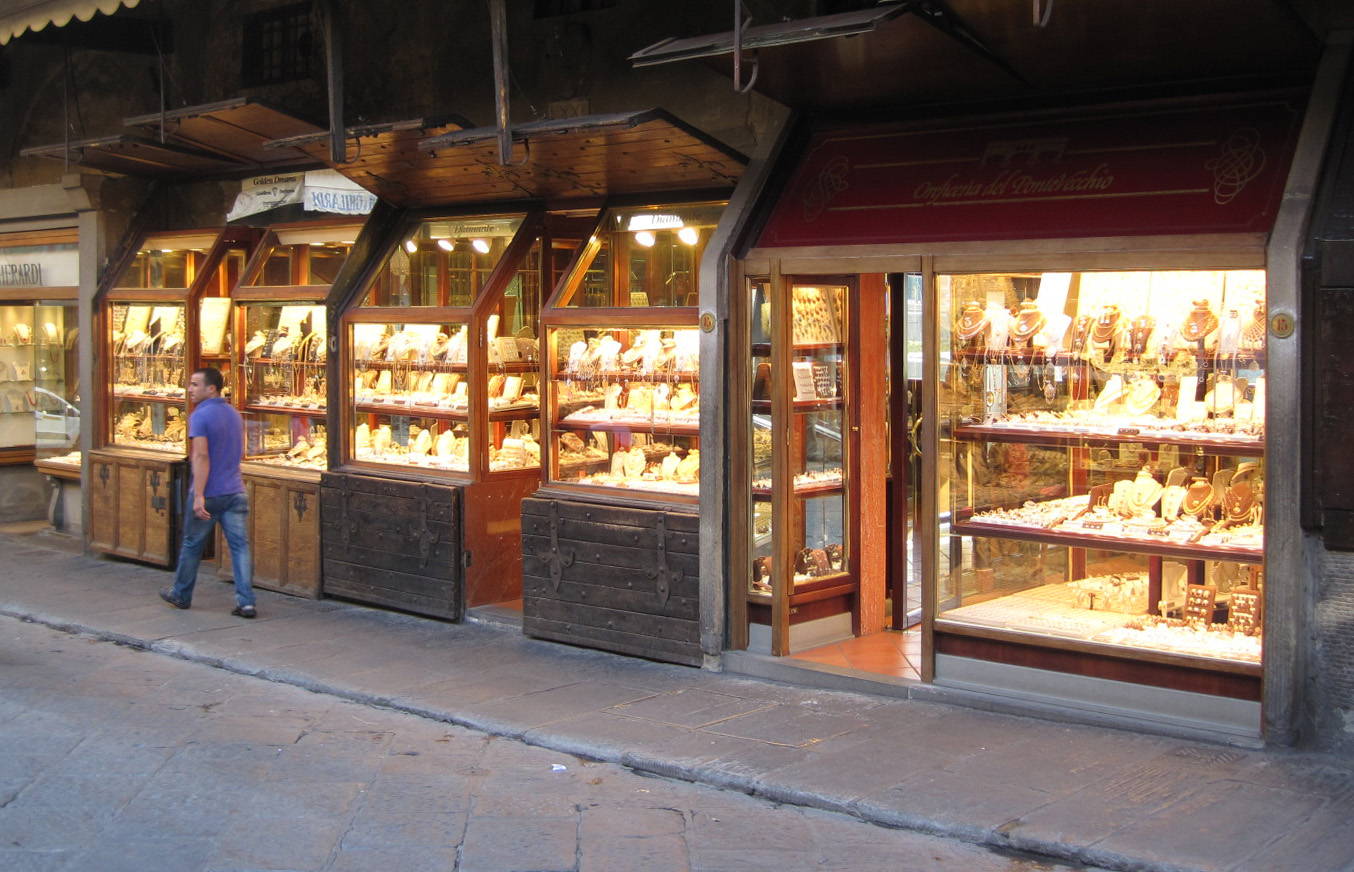
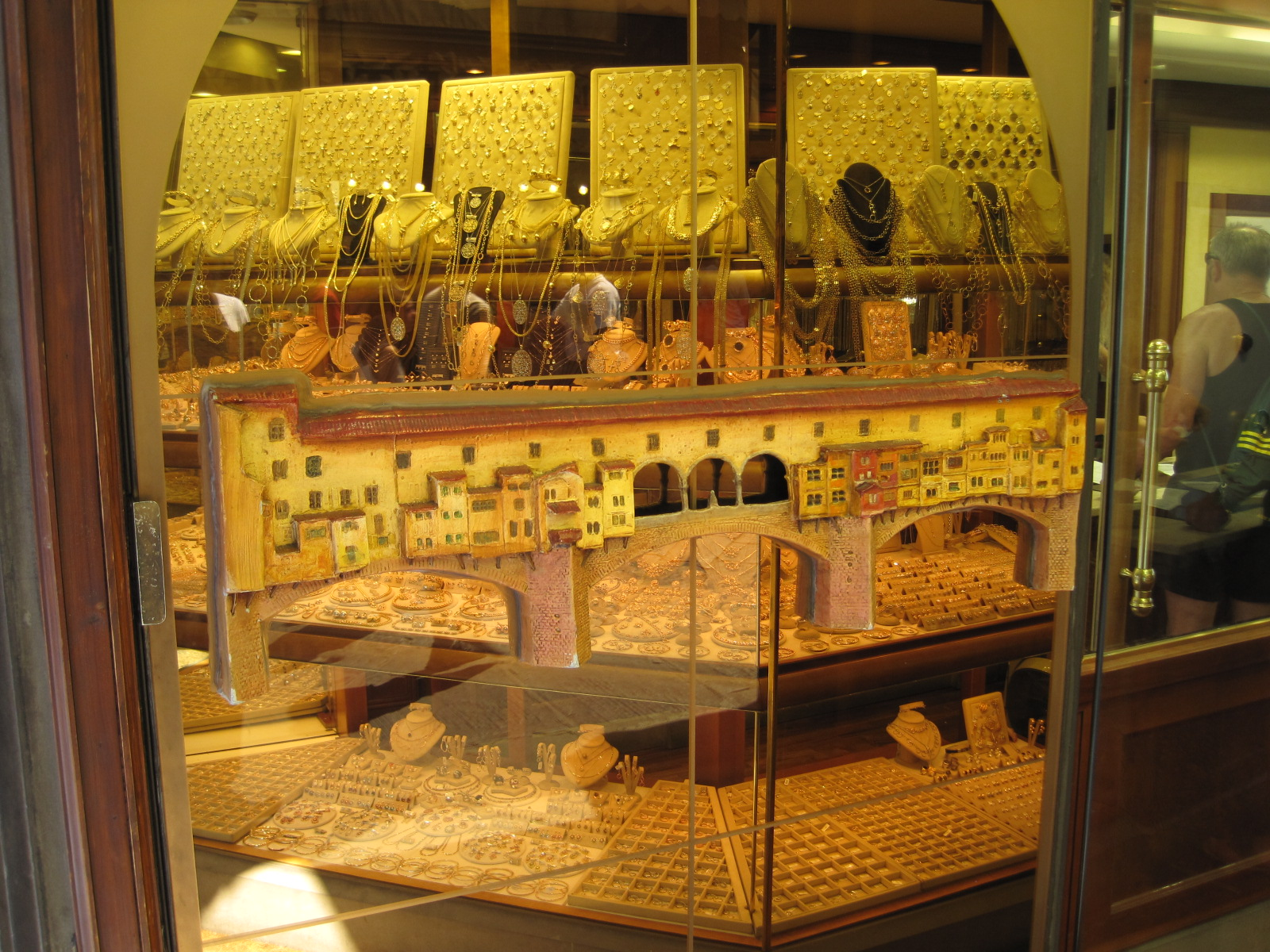
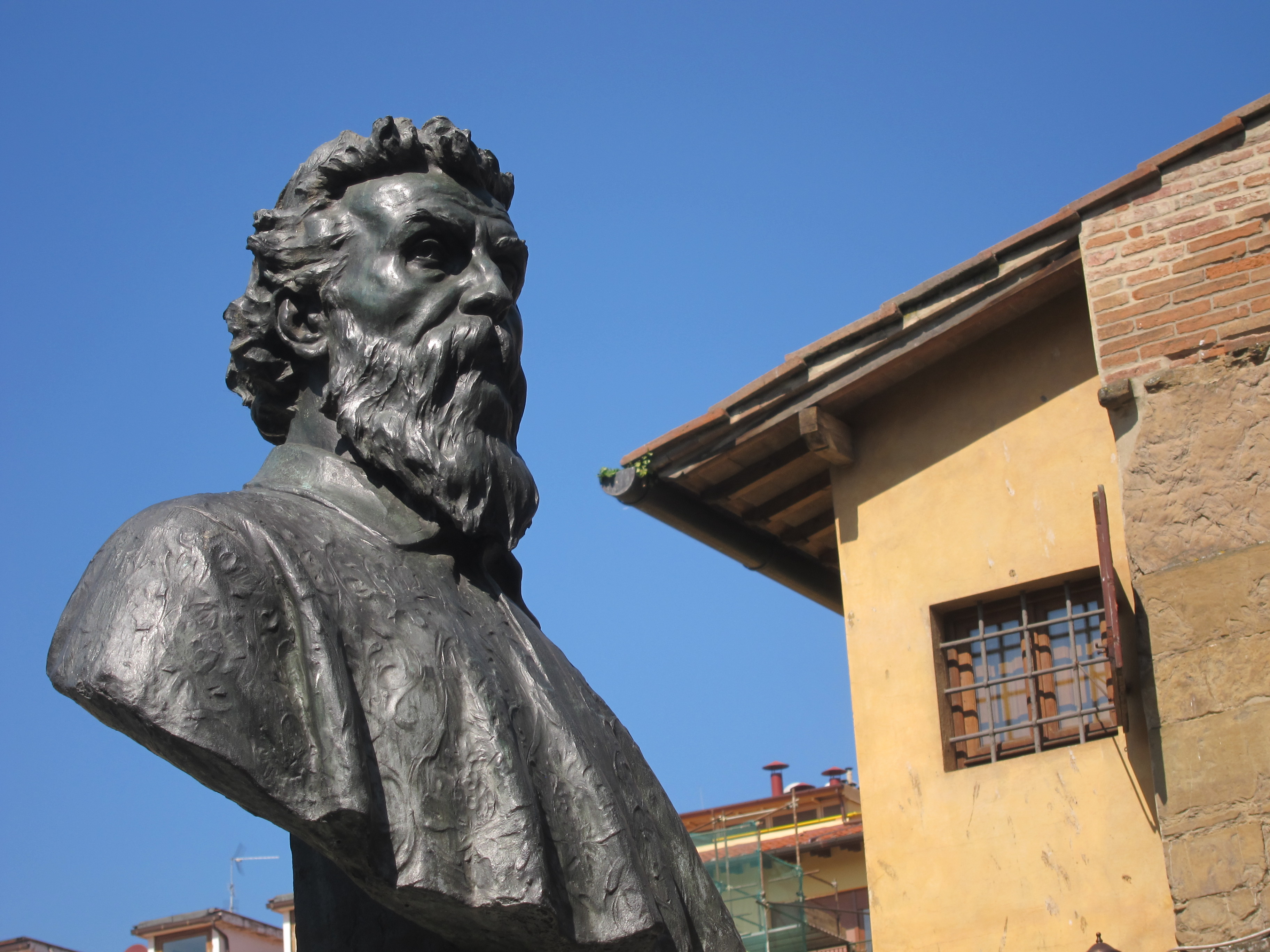